# Karl Hellmer
Karl Hellmer (né le 11 mars 1896 à Vienne, mort le 18 mai 1974 à Berlin) est un acteur autrichien.

## Biographie
Fils d'un maçon devenu directeur de production, Karl Hellmer étudie de 1911 à 1914 la mécanique et l'électricité à Pula. Après la Première Guerre mondiale, il suit les cours de l'académie de musique et des arts du spectacle de Vienne. En 1921, il fait ses débuts au théâtre à l'Akademietheater.
Sa carrière théâtrale conduit Hellmer à Pilsen, Meissen, Duszniki-Zdrój et Bielsko-Biała et enfin en 1926 à Berlin. Il obtient un engagement en 1935 au Deutsches Theater et joue des rôles tragi-comiques.
Au cinéma, il joue souvent des personnages marqués par la mélancolie. Sa participation aux films de propagande nazie lui vaut d'être nommé par Joseph Goebbels dans la Gottbegnadeten-Liste.
Dans le cinéma des années 1950, Hellmer incarne souvent d'anciens petits-bourgeois ou des petits criminels. Au théâtre, il fait partie du Schillertheater.
En 1927, il épouse Selma Dietl avec qui il aura deux enfants, ainsi qu'un fils illégitime qu'il reconnaîtra.

## Filmographie sélective
- 1932 : À moi le jour, à toi la nuit
- 1934 : Liebe, Tod und Teufel
- 1935 : L'Étudiant de Prague
- 1936 : Un baiser aux enchères
- 1936 : Schloß Vogelöd
- 1936 : Das Gäßchen zum Paradies (de)
- 1936 : Trois cœurs de jeunes filles
- 1936 : Stadt Anatol
- 1937 : Togger
- 1937 : Madame Bovary de Gerhard Lamprecht :
- 1938 : Kleiner Mann – ganz groß
- 1938 : Kleines Bezirksgericht
- 1939 : Pages immortelles
- 1940 : Scandale à Vienne
- 1941 : Le Chemin de la liberté
- 1941 : Friedemann Bach
- 1941 : Le Grand Roi
- 1942 : Wien 1910
- 1943 : Karneval der Liebe
- 1943 : Der kleine Grenzverkehr
- 1943 : Die Zaubergeige
- 1944 : Nora
- 1944 : Träumerei
- 1944 : Les Aiglons (Junge Adler)
- 1945 : Via Mala
- 1945 : Der Mann im Sattel
- 1947 : Wozzeck
- 1947 : Mariage dans l'ombre
- 1947 : Grube Morgenrot
- 1949 : Der große Mandarin (de)
- 1949 : Die Brücke
- 1950 : Semmelweis – Retter der Mütter
- 1950 : Das kalte Herz
- 1951 : Die Schuld des Dr. Homma
- 1951 : Modell Bianka
- 1953 : Christina
- 1954 : Annette de Tharau
- 1954 : Louis II de Bavière
- 1955 : Les Rats
- 1956 : Waldwinter
- 1956 : Facteur en jupons
- 1956 : Le Capitaine de Köpenick
- 1956 : Mein Bruder Josua
- 1957 : Die Unschuld vom Lande
- 1957 : Liebe, Jazz und Übermut
- 1958 : L'Étau d'Eugen York
- 1961 : Die Ehe des Herrn Mississippi de Kurt Hoffmann
- 1961 : La Grande Roue de Géza von Radványi
- 1967 : Rheinsberg
- 1968 : Le Château (Das Schloß)
- 1968 : Der Partyphotograph (de)

## Source de la traduction
- (de) Cet article est partiellement ou en totalité issu de l’article de Wikipédia en allemand intitulé « Karl Hellmer » (voir la liste des auteurs).